# Torneo de Copa Femenina de Costa Rica 2024
El Torneo de Copa Femenina de Costa Rica 2024 fue la 3ª edición del Torneo de Copa Femenina de Costa Rica, organizada por la UNNIFUT.
El equipo Municipal Pérez Zeledón no participó en esta edición, por lo que automáticamente el Suva Sports clasificó a cuartos de final. Días después, se retiraron demás equipos como: C. S. Cartaginés, Suva Sports y Talamanqueña F. C. El equipo de Macoy Alajuelita pasó a ocupar la plaza de Talamanqueña F. C.

## Sistema de competición
El formato se encuentra constituido de partidos de ida y vuelta, en la primera fase de la competición se estarán enfrentando equipos de la Primera División contra un equipo de la Segunda División, emparejados según distancia y región de los mismos. En la fase final se estarán definiendo por medio de cuartos de final, semifinales y la final.
Alajuelense clasificó a cuartos de final debido al retiro de C. S. Cartaginés, su equipo rival fue considerado por medio al mejor perdedor de la primera ronda.

## Equipos participantes

### Equipos por provincia
| Provincia  | N.º | Equipos                                                                                        |
| ---------- | --- | ---------------------------------------------------------------------------------------------- |
| San José   | 6   | Dimas Escazú, Deportivo Saprissa, Sporting F. C., FF Coronado, Morpho F. C. y Macoy Alajuelita |
| Alajuela   | 3   | L. D. Alajuelense, A. D. San Carlos y A. D. Carmelita                                          |
| Guanacaste | 2   | Tsunami Azul y A. D. Chorotega                                                                 |
| Limón      | 2   | Municipal Pococí y Puerto Viejo F. C.                                                          |

### Información de los equipos

#### Primera División
| Equipo             | Ciudad       | Entrenador        | Estadio           | Aforo  |
| ------------------ | ------------ | ----------------- | ----------------- | ------ |
| L. D. Alajuelense  | Alajuela     | Wilmer López      | Morera Soto       | 17,895 |
| Deportivo Saprissa | Tibás        | Adalberto Sánchez | Ricardo Saprissa  | 23,112 |
| Sporting F. C.     | Pavas        | José Rodríguez    | Ernesto Rohrmoser | 3,000  |
| Municipal Pococí   | Guápiles     | Rudy Rubí         | Ebal Rodríguez    | 3,300  |
| Puerto Viejo F. C. | Puerto Viejo | Carlos Avedissian | Puerto Viejo      | -      |
| Tsunami Azul       | Santa Cruz   | Jack Grollier     | Cacique Diría     | 1,500  |
| Dimas Escazú       | Escazú       | Geovanni Vargas   | Nicolás Masís     | 4,500  |

#### Segunda División
| Equipo           | Ciudad              | Entrenador           | Estadio                        | Aforo |
| ---------------- | ------------------- | -------------------- | ------------------------------ | ----- |
| A. D. San Carlos | San Carlos          | Norman Salas         | Carlos Ugalde                  | 4,080 |
| FF Coronado      | Vázquez de Coronado | Luis David Rodríguez | San Juaneño                    | -     |
| Morpho F. C.     | Vázquez de Coronado | Rubén Castillo       | Polideportivo de San Francisco | -     |
| A. D. Carmelita  | Alajuela            | Allan Campos         | Rafael Bolaños                 | 2,500 |
| A. D. Chorotega  | Nicoya              | Carlos Briceño       | San Martín de Nicoya           | -     |
| Macoy Alajuelita | Alajuelita          | Guillermo Cascante   | Aniceto Retana                 | 1,500 |

#### Relevo de entrenadores
| Equipo       | Entrenador        | Fecha de vacante | Tipo de despido      | Entrenador entrante | Fecha de nombramiento |
| ------------ | ----------------- | ---------------- | -------------------- | ------------------- | --------------------- |
| Tsunami Azul | Luis Miguel Valle | -                | Recisión de contrato | Jack Grollier       | -                     |

## Fase preliminar

#### Deportivo Saprissa vs. Morpho F. C.
| 28 de enero | Deportivo Saprissa                                                                                            | 9:0 (5:0) | Morpho F. C. | Estadio Ricardo Saprissa, Tibás |  |
| 14:00       | Rivera 12' 38' · Venegas 26' · J. Jiménez 28' · D. Espinoza 33' · Campos 57' · Garro 67' · V. Fonseca 73' 75' | Reporte   |              |                                 |  |

| 31 de enero | Morpho F. C. | 0:7 (0:4) (Global 0:16) | Deportivo Saprissa                                                                    | Complejo Deportivo "Beto" Fernández, Curridabat |  |
| 19:30       |              | Reporte                 | Venegas 17' 58' · Koshijima 28' · Campos 30' · J. Jiménez 43' · Garro 82' · Pitty 88' |                                                 |  |

#### A. D. Carmelita vs. Dimas Escazú
| 28 de enero | A. D. Carmelita | 1:3 (1:0) | Dimas Escazú                             | Estadio Rafael Bolaños, Alajuela |  |
| 15:00       | Saborío 35'     | Reporte   | Wetherell 59' · Prieto 66' · Vásquez 79' |                                  |  |

| 31 de enero | Dimas Escazú                                              | 5:1 (3:0) (Global 8:2) | A. D. Carmelita | Estadio Nicolás Masís, Escazú |  |
| 20:00       | Figueroa 1' 44' · McDaniel 26' · Wetherell 64' · Cruz 66' | Reporte                | F. González 83' |                               |  |

#### Macoy Alajuelita vs. Sporting F. C.
| 28 de enero | Macoy Alajuelita | 0:6 (0:3) | Sporting F. C.                                                            | Estadio Aniceto Retana, Alajuelita |  |
| 11:00       |                  | Reporte   | C. Sánchez 18' · Coto 19' · Porras 45+1' · Umaña 62' · Y. Fonseca 80' 82' |                                    |  |

| 1 de febrero | Sporting F. C. | 12:0 (6:0) (Global 18:0) | Macoy Alajuelita | Estadio Ernesto Rohrmoser, Pavas |  |
| 20:00        | Coto 18' 81' · Y. Fonseca 21' 31' 62' 86' · Tabash 41' · Ovares 44' 87' · Umaña 45' · Porras 72' · M. González 72' | Reporte                  |                  |                                  |  |

#### FF Coronado vs. Municipal Pococí
| 28 de enero | FF Coronado | 0:2 (0:1) | Municipal Pococí | Estadio San Juaneño, Tibás |  |
| 15:30       |             | Reporte   | Céspedes 17' 49' |                            |  |

| 31 de enero | Municipal Pococí | 1:0 (0:0) (Global 3:0) | FF Coronado | Estadio Ebal Rodríguez, Guápiles |  |
| 19:00       | Rosales 90+1'    | Reporte                |             |                                  |  |

#### A. D. San Carlos vs. Puerto Viejo F. C.
| 28 de enero | A. D. San Carlos | 1:3 (0:3) | Puerto Viejo F. C. | Estadio Carlos Ugalde, San Carlos |  |
| 14:00       | J. Espinoza      | Reporte   | Urbina 38' 40' 43' |                                   |  |

| 2 de febrero | Puerto Viejo F. C.                  | 5:0 (2:0) (Global 8:1) | A. D. San Carlos | Puerto Viejo, Puerto Viejo |  |
| 14:00        | Brown 25' · Peralta 42' 48' 69' 81' | Reporte                |                  |                            |  |

#### A. D. Chorotega vs. Tsunami Azul
| 28 de enero | A. D. Chorotega               | 2:2 (1:1) | Tsunami Azul                   | Estadio San Martín, Nicoya |  |
| 12:00       | K. Jiménez 20' · Grijalba 52' | Reporte   | Pizarro 37' · Pérez 47' (a.g.) |                            |  |

| 2 de febrero | Tsunami Azul              | 2:3 (Global 4:5) | A. D. Chorotega                                   | Estadio Coopeguanacaste, Santa Cruz |  |
| 19:00        | Gutiérrez 32' · Corea 79' | Reporte          | Torres 9' · Grijalba 16' · Widjeskog 45+6' (a.g.) |                                     |  |

## Fase final

### Cuartos de final

#### A. D. Chorotega vs. Puerto Viejo F. C.
| 10 de febrero | A. D. Chorotega                            | 3:3 (1:2) | Puerto Viejo F. C.                          | Estadio San Martín, Nicoya |  |
| 14:00         | Tenorio 6' · Roque 58' · A. González 90+3' | Reporte   | Calderón 3' · Roque 5' (a.g.) · Fajardo 48' |                            |  |

| 17 de febrero | Puerto Viejo F. C.        | 2:1 (1:1) (Global 5:4) | A. D. Chorotega | Estadio Puerto Viejo, Puerto Viejo |  |
| 14:00         | Masiel 10' · Calderón 62' | Reporte                | Grijalba        |                                    |  |

#### Tsunami Azul vs. L. D. Alajuelense
| 10 de febrero | Tsunami Azul                     | 3:2 (1:1) | L. D. Alajuelense           | Estadio Polideportivo de Cartagena, Santa Cruz |  |
| 14:30         | Gutiérrez 21' · Valverde 63' 74' | Reporte   | Villanueva 16' · Agüero 52' |                                                |  |

| 17 de febrero | L. D. Alajuelense                                                                  | 8:0 (4:0) (Global 10:3) | Tsunami Azul | Estadio Alejandro Morera Soto, Alajuela |  |
| 17:00         | Mesén 11' 28' 41' 78' · Villanueva 17' · Arroyo 54' · Miranda 81' · V. Sánchez 86' | Reporte                 |              |                                         |  |

#### Municipal Pococí vs. Sporting F. C.
| 11 de febrero | Municipal Pococí | 1:0 (1:0) | Sporting F. C. | Estadio Ebal Rodríguez, Guápiles |  |
| 12:00         | E. Lobo 26'      | Reporte   |                |                                  |  |

| 15 de febrero | Sporting F. C.                                           | 1:0 (1:0) (3:4 p.)(Global 1:1) | Municipal Pococí                                          | Estadio Ernesto Rohrmoser, Pavas |  |
| 20:30         | T. Fonseca 44'                                           | Reporte                        |                                                           |                                  |  |
|               |                                                          | Tiros desde el punto penal     |                                                           |                                  |  |
|               | Umaña · Paniagua · Rubio · Coto · T. Fonseca · Rodríguez |                                | Céspedes · Núñez · E. Lobo · Rosales · Carvajal · Cordero |                                  |  |

#### Dimas Escazú vs. Deportivo Saprissa
| 11 de febrero | Dimas Escazú | 1:3 (1:2) | Deportivo Saprissa                        | Estadio Nicolás Masís, Escazú |  |
| 14:00         | Arias 13'    | Reporte   | Jiménez 13' · Venegas 46' · Koshijima 47' |                               |  |

| 21 de febrero | Deportivo Saprissa | 1:0 (0:0) (Global 4:1) | Dimas Escazú | Estadio Ricardo Saprissa, Tibás |  |
| 19:00         | Y. Hernández 63'   | Reporte                |              |                                 |  |

### Semifinales

#### Puerto Viejo F. C. vs. Municipal Pococí
| 24 de febrero | Puerto Viejo F. C. | 0:2 (0:0) | Municipal Pococí         | Estadio Puerto Viejo, Puerto Viejo |  |
| 14:00         |                    | Reporte   | Núñez 64' · Céspedes 73' |                                    |  |

| 27 de febrero | Municipal Pococí         | 2:1 (1:0) (Global 4:1) | Puerto Viejo F. C. | Estadio Ebal Rodríguez, Guápiles |  |
| 19:00         | R. Lobo 7' · E. Lobo 61' | Reporte                | Calderón 67'       |                                  |  |

#### Deportivo Saprissa vs. L. D. Alajuelense
| 25 de febrero | Deportivo Saprissa | 1:0 (0:0) | L. D. Alajuelense | Estadio Ricardo Saprissa, Tibás |  |
| 14:00         | Arroyo 90+1'       | Reporte   |                   |                                 |  |

| 28 de febrero | L. D. Alajuelense | 1:1 (0:0) (Global 1:2) | Deportivo Saprissa | Estadio Alejandro Morera Soto, Alajuela |  |
| 18:00         | Venegas 79'       | Reporte                | Villanueva 90+8'   |                                         |  |

### Final

#### Municipal Pococí vs. Deportivo Saprissa
| 4 de marzo | Municipal Pococí | 1:1 (0:0) | Deportivo Saprissa | Estadio Ebal Rodríguez, Guápiles |  |
| 19:00      | Prieto 74'       | Reporte   | Arroyo 51'         |                                  |  |

| 7 de marzo | Deportivo Saprissa | 1:0 (0:0) (Global 2:1) | Municipal Pococí | Estadio Ricardo Saprissa, Tibás |  |
| 20:00      | Arroyo 70'         | Reporte                |                  |                                 |  |

### Plantilla del Campeón
- Priscilla Tapia, Daniela Mesén, Kelsey Arroyo, Luciana González, Kyoka Koshijima, Mariana Carvajal, Mariela Campos Alvarado, Priscilla Rodríguez, Fabiana Sanabria, Carolina Venegas, Yirlany Hernández, Julieth Arias, María José Garro, Alisha Lindo, Isska Chaverri, Dariana Espinoza, Valentina Fonseca, Jimena Jiménez, Verónica Solano, Samantha Pitty, Judith Rocha, Verónica Matarrita, Valentina Rivera, Nicole Segura, Ariana Oviedo
- DT: Adalberto Sánchez

|                            |
| Campeón Deportivo Saprissa |
| 1.er título                |

## Estadísticas

### Goleadoras
Se muestra un listado de las máximas goleadoras del Torneo de Copa.
| Jugadora          | Club               | Goles |
| ----------------- | ------------------ | ----- |
| Yoselin Fonseca   | Sporting F. C.     | 6     |
| Carolina Venegas  | Deportivo Saprissa | 5     |
| Anyela Mesén      | L. D. Alajuelense  | 4     |
| Winibian Peralta  | Puerto Viejo F. C. | 4     |
| Daniela Coto      | Sporting F. C.     | 3     |
| Kathllen Urbina   | Puerto Viejo F. C. | 3     |
| Jimena Jiménez    | Deportivo Saprissa | 3     |
| Haydee Grijalba   | A. D. Chorotega    | 3     |
| María Céspedes    | Municipal Pococí   | 3     |
| Paola Calderón    | Puerto Viejo F. C. | 3     |
| Yoanka Villanueva | L. D. Alajuelense  | 3     |
| Kelsey Arroyo     | Deportivo Saprissa | 3     |

### Tripletes o más
| Fecha         | Jugadora         | Goles           | Local              |  | Resultado |  | Visitante          | Jornada          |
| ------------- | ---------------- | --------------- | ------------------ |  | --------- |  | ------------------ | ---------------- |
| 28 de enero   | Kathllen Urbina  | 38' 40' 43'     | A. D. San Carlos   |  | 1 - 3     |  | Puerto Viejo F. C. | Fase preliminar  |
| 1 de febrero  | Yoselin Fonseca  | 21' 31' 62' 86' | Sporting F. C.     |  | 12 - 0    |  | Macoy Alajuelita   | Fase preliminar  |
| 2 de febrero  | Winibian Peralta | 42' 48' 69' 81' | Puerto Viejo F. C. |  | 5 - 0     |  | A. D. San Carlos   | Fase preliminar  |
| 17 de febrero | Anyela Mesén     | 11' 28' 41' 78' | L. D. Alajuelense  |  | 8 - 0     |  | Tsunami Azul       | Cuartos de final |